# Evening (singolo)
Evening è un brano musicale composto nel 1977 da Gianni Marchetti sotto lo pesudonimo di John Servus, utilizzato in diverse opere cinematografiche e televisive.
Il singolo fa parte di una serie di ristampe su vinile ad opera dell'associazione culturale TV-Pedia tra il 2009 e il 2011 delle sigle rimaste escluse dalla pubblicazione su 45 giri, su etichetta Siglandia.

## Descrizione
Il brano, musicato, arrangiato e diretto da Gianni Marchetti, è cantato con voci senza parole dai Cantori Moderni di Alessandroni, con fischio di Alessandro Alessandroni.

### Pubblicazioni
Fu originariamente inciso e pubblicato per la RCA nel 1977, all'interno dell'LP Dancing the Nights della John Servus Orchestra. Nello stesso anno venne utilizzato come tema di chiusura del film Le notti porno nel mondo, accreditato a Joe Dynamo, e l'anno successivo come tema di apertura del suo sequel, Le notti porno nel mondo nº 2. Nel 1978 fu inserito all'interno dell'album Gimmick di Gianni Marchetti. Nel 1981 il brano venne usato come sigla di apertura della serie animata giapponese Quella magnifica dozzina, in seguito maggiormente nota come Mimì e la nazionale della pallavolo. Fu ulteriormente riutilizzato nel 1982, in uno spot pubblicitario del deodorante Bac, e nel 1985, nella colonna sonora del film Love duro e violento.
Il 45 giri del brano è stato pubblicato per la prima volta nel 2009 da Siglandia, come singolo promozionale della serie Quella magnifica dozzina. Il disco presenta lo stesso brano su entrambi i lati. Nel 2011 il brano è stato pubblicato per la prima volta su CD all'interno della colonna sonora del film Le notti porno nel mondo nº 2. Nel 2013 è stato anche pubblicato nella compilation di Siglandia Evviva la TV. Nel 2023 il 45 giri è stato ristampato con New Toy di Lene Lovich sul lato B, sigla di chiusura della serie animata.